# Jakob van Den Haag en Nederland
Aartsbisschop Jakob van Den Haag en Nederland (geboren als Jacobus Hubertus Antonius Akkersdijk) (Den Haag, 13 augustus 1914 - aldaar, 26 juli 1991) was een Nederlands geestelijke en een aartsbisschop van de Russisch-orthodoxe Kerk.

## Biografie
Akkersdijk werd geboren en gedoopt in een rooms-katholiek gezin. Hij trad als novice in in een Benedictijner klooster in Steenbrugge, maar ging over tot de Russisch-orthodoxe Kerk. Zijn myronzalving vond plaats op 10 mei 1940 (Eerste Pinksterdag, een traditionele dag voor toediening van dit sacrament).
Toen de Russisch-orthodoxe parochie in Den Haag zich in 1946 onder de jurisdictie van het patriarchaat van Moskou stelde, ging Akkersdijk hier niet in mee. Hij bleef met een deel van de parochianen verbonden aan de Russisch-orthodoxe Kerk in het Buitenland en stichtte in Den Haag de parochie van St. Johannes de Doper. Op 10 augustus 1948 trad hij in als monnik.
De parochie maakte vanaf 1954 deel uit van het bisdom Brussel en West-Europa, dat geleid werd door de heilige aartsbisschop Johannes Maximovitsj. Akkersdijk werd vervolgens gewijd tot priestermonnik van de parochie. Op 10 augustus 1954 volgde zijn verheffing tot hegoumen.
Na de benoeming in 1962 van Maximovitsj tot aartsbisschop van San Francisco werd Akkersdijk gekozen als bisschop van Den Haag en vicaris van het aartsbisdom West-Europa. Op 21 februari 1965 werd Akkersdijk verheven tot archimandriet. Zijn bisschopswijding vond plaats in Brussel op 19 september 1965.
In de daarop volgende jaren kwam het bisdom Den haag in conflict met de Russisch-orthodoxe Kerk in het Buitenland. De Russisch-orthodoxe kerk in het Buitenland wilde vasthouden aan de Juliaanse kalender en de Russische liturgische traditie, terwijl het bisdom zich niet wilde isoleren omdat zij voor alle feesten de Gregoriaanse kalender gebruiken. Dit resulteerde in 1971 in een breuk met de Nederlandse parochies. Zij openden besprekingen met het patriarchaat van Moskou, als gevolg waarvan op 18 augustus 1972 het bisdom Den Haag en Nederland werd ingesteld, ressorterend onder het patriarchaat. Akkersdijk werd op dezelfde datum benoemd tot eerste bisschop van het bisdom.
Op 12 juni 1979 volgde de verheffing van Jakob van Den Haag en Nederland tot aartsbisschop, tijdens zijn eerste en enige reis naar Rusland. Hij ging op 30 december 1988 met emeritaat.